# 孔乔尔包
孔乔尔包（匈牙利語：Kuncsorba）是匈牙利亚斯-瑙吉孔-索尔诺克州所辖的一个村，总面积33.63平方公里，总人口613，人口密度18.2人/平方公里（2010年1月1日）。